# Adenoglossa decurrens
 Adenoglossa decurrens    (Hutch.) B.Nord., 1976  è una specie di piante angiosperme dicotiledoni della famiglia delle Asteraceae, sottofamiglia Asteroideae, tribù Anthemideae (Southern hemisphere grade) e sottotribù Athanasiinae.  Adenoglossa decurrens  è anche l'unica specie del genere  Adenoglossa B.Nord., 1976.

## Etimologia
Il nome generico (Adenoglossa) deriva da due parole greche "adeno" (= ghiandola) e "glossa" (= lingua, a forma di lingua).  L'epiteto specifico ( decurrens) indica dei margini decorrenti.
Il nome scientifico della specie è stato definito dai botanici John Hutchinson (1884-1972)  e Rune Bertil Nordenstam (1936-) nella pubblicazione " Botaniska Notiser" ( Bot. Not. 129(2): 138) del 1976. Il nome scientifico del genere è stato definito nella stessa pubblicazione.

## Descrizione
Portamento. Le piante di questa specie sono erbe annuali. L'indumento è assente, solamente alla base degli steli sono presenti dei peli basifissi.
Fusto. La parte aerea in genere è eretta, semplice o ramosa. 
Foglie. Le foglie lungo il caule possono essere disposte sia in modo alternato che opposto. La lamina è intera; sono inoltre succulente.
Infiorescenza. Le sinflorescenze sono formate da capolini solitari. Le infiorescenze vere e proprie sono composte da un capolino terminale peduncolato di tipo radiato. I capolini sono formati da un involucro, con forme emisferiche, composto da diverse brattee, al cui interno un ricettacolo fa da base ai fiori di due tipi: fiori del raggio e fiori del disco. Le brattee, piatte e a consistenza erbacea (senza margini scariose ma con canali resinosi centrali), sono disposte in modo più o meno embricato su più serie (da 2 a 3). Il ricettacolo, conico, è privo di pagliette avvolgenti la base dei fiori.
Fiori.  I fiori sono tetra-ciclici (formati cioè da 4 verticilli: calice – corolla – androceo – gineceo) e pentameri (calice e corolla formati da 5 elementi). Si distinguono in:
- fiori del raggio (esterni): sono femminili e sono disposti su una serie; la forma è ligulata (zigomorfa);
- fiori del disco (centrali): sono più numerosi con forme brevemente tubulose (attinomorfe); sono ermafroditi fertili.

- Formula fiorale:

*/x K {\displaystyle \infty }, [C (5), A (5)], G 2 (infero), achenio
- Calice: i sepali del calice sono ridotti ad una coroncina di squame.

- Corolla: 
  - fiori del raggio: la forma della corolla alla base è più o meno tubulosa-imbutiforme, mentre all'apice è brevemente ligulata; la ligula può terminare con alcuni denti; il colore è giallo;
  - fiori del disco: la forma è tubulare bruscamente divaricata in 5 lobi; i lobi, patenti o eretti, hanno una forma deltata e leggermente zigomorfa (2 lobi sono piccoli e tre lobi sono grandi); il colore può essere giallo.

- Androceo: l'androceo è formato da 5 stami (alternati ai lobi della corolla) sorretti da filamenti generalmente liberi; gli stami sono connati e formano un manicotto circondante lo stilo. Le antere possono essere sia di tipo basifissa che mediofissa (ossia attaccate al filamento per la base – nel primo caso; oppure in un punto intermedio – nel secondo caso).[15] Questa caratteristica ha valore tassonomico in quanto distingue i generi gli uni dagli altri. Il tessuto endoteciale (rivestimento interno dell'antera) è quasi sempre polarizzato (con due superfici distinte: una verso l'esterno e una verso l'interno). Il polline è sferico con un diametro medio di circa 25 micron;  è tricolporato (con tre aperture sia di tipo a fessura che tipo isodiametrica o poro) ed è echinato (con punte sporgenti).

- Gineceo: l'ovario è infero uniloculare formato da 2 carpelli. Lo stilo (il recettore del polline) è profondamente bifido (con due stigmi divergenti) e con le linee stigmatiche marginali separate o contigue. I due bracci dello stilo hanno una forma troncata e possono essere papillosi o ricoperti da ciuffi di peli.

Frutti. I frutti sono degli acheni senza pappo;
- achenio: la forma degli acheni è obovata, fortemente dorsoventralmente compressa e con ampie ali laterali; all'apice sono presenti 5 - 6 scaglie (un pseudo pappo); il pericarpo ha dei canali resinosi.

## Biologia
Impollinazione: l'impollinazione avviene tramite insetti (impollinazione entomogama tramite farfalle diurne e notturne).

Riproduzione: la fecondazione avviene fondamentalmente tramite l'impollinazione dei fiori (vedi sopra).

Dispersione: i semi (gli acheni) cadendo a terra sono successivamente dispersi soprattutto da insetti tipo formiche (disseminazione mirmecoria). In questo tipo di piante avviene anche un altro tipo di dispersione: zoocoria. Infatti gli uncini delle brattee dell'involucro (se presenti) si agganciano ai peli degli animali di passaggio disperdendo così anche su lunghe distanze i semi della pianta. Inoltre per merito del pappo (se presente) il vento può trasportare i semi anche a distanza di alcuni chilometri (disseminazione anemocora).

## Distribuzione e habitat
Le specie di questa voce sono distribuite nella Provincia del Capo (Africa meridionale).

## Sistematica
La famiglia di appartenenza di questa voce (Asteraceae o Compositae, nomen conservandum) probabilmente originaria del Sud America, è la più numerosa del mondo vegetale, comprende oltre 23.000 specie distribuite su 1.535 generi, oppure 22.750 specie e 1.530 generi secondo altre fonti (una delle checklist più aggiornata elenca fino a 1.679 generi). La famiglia attualmente (2021) è divisa in 16 sottofamiglie; la sottofamiglia Asteroideae è una di queste e rappresenta l'evoluzione più recente di tutta la famiglia.

### Filogenesi
Il gruppo di questa voce è descritto nella tribù Anthemideae, una delle 21 tribù della sottofamiglia Asteroideae). In base alle ultime ricerche nella tribù sono stati individuati (provvisoriamente) 4 principali lignaggi (o cladi): "Southern hemisphere grade", "Asian-southern African grade", "Eurasian grade" e "Mediterranean clade". Il genere  Adenoglossa (insieme alla sottotribù Athanasiinae) è incluso nel clade Southern hemisphere grade..
La sottotribù Athanasiinae è caratterizzata dalle seguenti proprietà: il ricettacolo, piatto (o da emisferico a conico), è provvisto, oppure no, di pagliette; Il tessuto endoteciale è quasi sempre polarizzato; l'indumento è formato da peli basifissi (o anche mediafissi); il numero cromosomico di base è x = 8.
Da un punto di vista filogenetico il genere  Adenoglossa occupa nella sottotribù Athanasiinae una posizione incerta, più "vicina" a generi di altre sottotribù.
I caratteri distintivi della specie sono:
- il portamento di queste piante è erbaceo;
- gli acheni si presentano dorsoventralmente piatti;
- gli acheni sono ampiamente alati e le ali possiedono dei condotti resinosi.

In precedenti trattazioni il genere di questa voce è descritto nel "Pentzia Group".

### Sinonimi
Sono elencati alcuni sinonimi per questa entità:
- Chrysanthemum decurrens Hutch.